# Anolis forresti
Anolis forresti — вид ігуаноподібних ящірок родини анолісових (Dactyloidae). Мешкає на Карибах.

## Поширення і екологія
Anolis forresti мешкали на Антигуа, Барбуді та сусідніх островах, а також були інтродуковані на Сент-Люсію, Сент-Кіттс і Тринідад. Вони живуть в тропічних лісах і сухих чагарникових заростях, трапляються в садах.